# Iljušin Il-80
Iljušin Il-80 (NATO oznaka: Maxdome, ruska oznaka Aimak) je ruski leteči komandni center zasnovan na podlagi potniškega Iljušin Il-86. Prvi let je bil 5. marca 1987 (v času Sovjetske zveze), zgradili naj bi štiri letala. Letalo naj bi se uporabljalo v kritičnih situacijah, kakršna je jedrska vojna. Il-86 je opremeljen s sofisticiranimi komunikacijskimi sistemi, ki bi mu omogočali komunikacijo z strateškimi podmornicami in drugimi vejami vojske.

## Podobna letala
- Northrop Grumman E-8 Joint STARS
- Boeing E-4
- TACAMO
- Boeing E-6 Mercury